# Michela Marzano

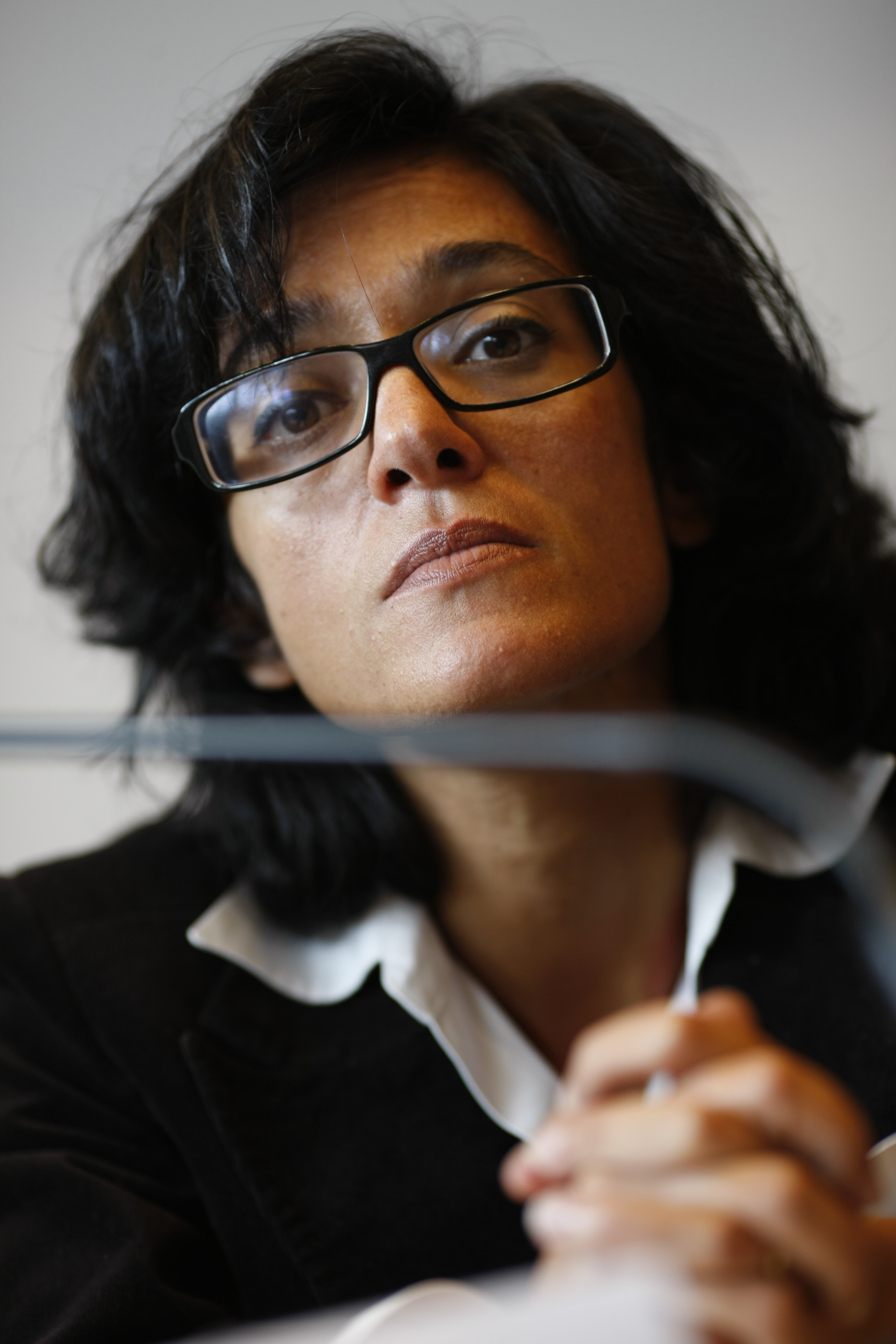
Michela Marzano

Maria Michela Marzano (* 20. August 1970 in Rom, Italien) ist eine italienische Philosophin, Hochschullehrerin, Autorin und Politikerin. Sie war von 2013 bis 2018 Mitglied der Abgeordnetenkammer für die Partito Democratico.

## Leben
Marzano machte in Rom am Gymnasium Pius IX Abitur und studierte danach in Pisa an der Universität Pisa, um später an der Scuola Normale Superiore in Pisa im Fach Philosophie zu promovieren. Zur gleichen Zeit belegte sie an der römischen Universität La Sapienza Kurse in Analytischer Philosophie und in Bioethik. 1999 ging sie nach Frankreich und lehrte seit 2000 am Centre national de la recherche scientifique (CNRS). Seit 2010 ist sie Dozentin an der Universität Paris V (René Descartes).
Marzanos Forschungsschwerpunkte und Schwerpunkte ihrer Veröffentlichungen sind unter anderem der menschliche Körper und sein ethischer Status, Sexualethik und medizinische Ethik.
Marzano kandidierte bei der Parlamentswahl 2013 für die Camera dei deputati des italienischen Parlaments. Als Vertreterin der Partito Democratico (PD) gewann sie einen Sitz im Wahlkreis III (Lombardei 1). Sie gehörte dem Justizausschusses und zusätzlich 2014–15 dem gemeinsamen Ausschuss beider Kammern für Kindheit und Jugend an. Sie verließ im Mai 2016 die PD-Fraktion, weil diese für die Einführung der eingetragenen Partnerschaft für Homosexuelle ohne das Recht auf Stiefkindadoption stimmte. Anschließend saß sie in der „gemischten Gruppe“ fraktionsloser Abgeordneter.
Für ihr Buch L'amore è tutto. È tutto ciò che so dell'amore wurde Marzano 2014 mit dem Premio Bancarella ausgezeichnet.

## Veröffentlichungen
- Penser le corps. Presses Universitaires de France, Paris 2002.
- G. E. Moore's ethic: Good as an Intrinsic Value. Edwin Mellen Press, Lewiston, New York.
- La fidélité ou lamour à vif. Hachette, Paris 2005.
- mit Claude Rozier: Alice au pays du porno. Ramsay, Paris 2005.
- Interview mit Ovidie: Le Corps: Films X:  Y jouer ou y être. Autrement, Paris 2005, ISBN 2-7467-0654-7.
- Malaise de la sexualité. JC Lattès, Paris 2006, ISBN 2-7096-2814-7.
- La Philosophie du corps. Presses Universitaires de France, Paris 2007, ISBN 978-2-13-055506-3.
  - Philosophie des Körpers. übersetzt von Elisabeth Liebl. Diederichs Verlag, München 2013, ISBN 978-3-424-35080-7.[2]
- Le Fascisme. Un encombrant retour?. Editions Larousse, Paris 2009.
- Sii bella e stai zitta. Perché l'Italia di oggi offende le donne. Mondadori, Mailand 2010, ISBN 978-88-04-60194-4.
- Le contrat de défiance. Grasset, Paris 2010.
- mit M. Albertello: La fideltà o il vero amore, Il Nuovo Melangolo, Genua 2011.
- Légère comme un papillon. Grasset, Paris 2012.
- L'amore è tutto. È tutto ciò che so dell'amore. UTET, 2013, ISBN 978-88-418-9688-4.
  - französischer Titel: Tout ce que je sais de l’amour, Éditions Storck, Paris 2014.